# Alipurduar
Alipurduar è una suddivisione dell'India, classificata come municipality, di 73.047 abitanti, situata nel distretto di Jalpaiguri, nello stato federato del Bengala Occidentale. In base al numero di abitanti la città rientra nella classe II (da 50.000 a 99.999 persone).

## Geografia fisica
La città è situata a 26° 28' 60 N e 89° 34' 0 E e ha un'altitudine di 92 m s.l.m..

## Società

### Evoluzione demografica
Al censimento del 2001 la popolazione di Alipurduar assommava a 73.047 persone, delle quali 37.329 maschi e 35.718 femmine. I bambini di età inferiore o uguale ai sei anni assommavano a 7.452, dei quali 3.807 maschi e 3.645 femmine. Infine, coloro che erano in grado di saper almeno leggere e scrivere erano 56.672, dei quali 30.394 maschi e 26.278 femmine.